# Amphiblestrum septentrionalis
Amphiblestrum septentrionalis är en mossdjursart som först beskrevs av Arnold Girard Kluge 1906.  Amphiblestrum septentrionalis ingår i släktet Amphiblestrum och familjen Calloporidae. Inga underarter finns listade i Catalogue of Life.